# 萨斯蒂
萨斯蒂（Sasti），是印度马哈拉施特拉邦钱德拉布尔县的一个城镇。总人口5458（2001年）。

## 人口
该地2001年总人口5458人，其中男性2890人，女性2568人；0—6岁人口724人，其中男386人，女338人；识字率64.62%，其中男性为72.42%，女性为55.84%。